# مایکل هیل
مایکل هیل (انگلیسی: Michael Hill) شرکت خرده‌فروشی استرالیایی است، که در سال ۱۹۷۹ تأسیس شد.